# Јужни Дарфур
Јужни Дарфур (арап. غرب دارفور) је једна од 26 држава Судана и једна од три које сачињавају област Дарфур. Ова држава заузима површину од 127.300 km², на којој према процени из 2006. живи 2.890.000 становника. Главни град Западног Дарфура је Нијала (арап. نيالا). 